# グリューンベルクの戦い
グリューンベルクの戦い（グリューンベルクのたたかい、英語: Battle of Grünberg）は七年戦争中の1761年3月21日、ブロイ公率いるフランス軍がプロイセン軍とハノーファー軍に勝利した戦闘。
森を掩護にして進軍したフランス軍はイギリス軍に接近してから至近距離で騎兵突撃を行い、連合軍は2千人が捕虜になる大敗北に終わった。そのため、フェルディナント・フォン・ブラウンシュヴァイク＝ヴォルフェンビュッテルはカッセルの包囲を解かざるをえなかった。
ブロイ公は戦闘に勝利した後、スービーズ公シャルル・ド・ロアンの部隊と合流したため、フランス軍はフェルディナント軍より大軍になった。しかし、人数上は優勢にもかかわらず、フランス軍は7月16日のフィリングハウゼンの戦いで敗北した。